# Flamme Olympique Football Club de Guinée
Actualités
Le Flamme Olympique Football Club de Guinée est un club de football guinéen basé à Conakry. Il joue ses matchs à domicile au Stade du 28 septembre. Ses couleurs sont le blanc et le bleu. Le club dispute pour la saison 2020-2021 la première division du championnat de Guinée de football.

## Histoire
Le club est fondé en 2009.
Il dispute la saison 2015-2016 du Championnat National de Guinée, terminant à la 12e et dernière place.